# جيامبيرو موريتي
جيامبيرو موريتي (بالإيطالية: Gianpiero Moretti)‏ هو سائق سيارة سباق ورائد أعمال إيطالي، ولد في 20 مارس 1940 في ميلانو في إيطاليا، وتوفي بنفس المكان في 14 يناير 2012 بسبب سرطان.

## روابط خارجية
- جيامبيرو موريتي على موقع DriverDB.com (الإنجليزية)